# Керимов, Байрам Фируз оглы
Байра́м Фиру́з оглы́ Кери́мов (азерб. Kərimov Bayram Firuz oğlu; 21 марта 1989, Баку, Азербайджанская ССР, СССР) — азербайджанский футболист, защитник. Защищал цвета цвета юношеских сборных Азербайджана (U-17 и U-19).

## Биография
Футболом начал заниматься в 11 лет в ФШМ города Баку. Первый тренер — Исмаил Алиев.
Выступал за клубы азербайджанской премьер-лиги — «Карабах» (Агдам) и «Туран» из Товуза.

## Сборная Азербайджана
Имеет опыт выступления за юношеские сборные Азербайджана U-17 (2006 год) и U-19 (2008 год).